# Muhammad Hasan Achund
Muhammad Hasan Achund (* Kandahár) je jeden ze zakládajících členů hnutí Tálibán, od roku 2021 premiér mezinárodně neuznaného Islámského emirátu Afghánistán.

## Život
Achund, etnický Paštun, pochází z provincie Kandahár, kde Tálibán v 90. letech 20. století vznikl.
V letech 1979 až 1989 se účastnil bojů proti Sovětskému svazu za fundamentalistickou sunnitskou Islámskou stranu.
Za vlády Tálibánu v letech 1996 až 2001 zastával Achund několik významných úřadů. V roce 1997 byl ministrem zahraničí, později vicepremiérem. Byl také náčelníkem štábu tálibánské armády.
Od roku 2001, kdy patřil do šestičlenného vedení Tálibánu, po 20 let vedl vládní radu tohoto hnutí známou jako šúra.
Do funkce premiéra přechodné vlády byl Achund v září 2021 vybrán jako kompromisní kandidát mezi různými frakcemi Tálibánu. Má pověst spíš náboženského než vojenského vůdce. Patřil ke spolupracovníkům zakladatele hnutí Tálibán mully Muhammada Umara (1959–2013). Umarův syn, Muhammad Jakúb, má být v Achundově vládě ministrem obrany. Zástupcem Achunda bude Abdul Ghání Baradar.